# 靈性
靈性（英語：spirituality），綜合學術與宗教解釋為「個人在各種相處關係中達到平衡的最佳狀態」，類似儒學《易传》、《中庸》所說的感通、中和（和諧）、诚等身心狀態。而這些週遭關係包含了本身個體、自然環境、神、他人等。雖說學術界多有探討該平衡關係，也多有對於靈性引申為個人生命意義的完整認知探討，但是一般說來，宗教信仰仍是靈性探討的主要內容，而講求靈性平衡及和諧的場合，也多與宗教事務相關。簡言之，今多數宗教都自詡可成就靈性平衡的信仰及實踐系統。
靈性的含義隨著時間的推移而發展和擴展，各種內涵可以相互並存。（在歐洲文化）傳統中，靈性是指一種宗教改革的過程，“旨在恢復人的原始形狀”，以“上帝的形象”為導向，以世界宗教的創始人和神聖文本為例。這個詞在早期基督教中被用來指以聖靈為導向的生活，並在中世紀晚期擴大到包括生活的心理方面。 在現代，該術語既擴展到其他宗教傳統並擴展到更廣泛的經驗，包括一系列深奧的傳統和宗教傳統。現代用法傾向於指代神聖維度的主觀體驗和“人們賴以生存的最深層次的價值觀和意義”，通常與有組織的宗教機構分離。 這可能涉及對超出通常可觀察世界的超自然領域的信仰、個人成長、對終極或神聖意義的追求、宗教體驗，或與自己的“內在維度”相遇。
靈性及「生命的意義」等問題，被部分人士懷疑是可能的普世價值，但在Shalom H. Schwartz等人對普世價值的研究中，這類事物不被發現具有普世性；反之，「享受現世生活」及「擁有充足的財富」等，在Shalom H. Schwartz等人對普世價值的研究中，被發現是可能的普世價值之一。

## 外部連結
- 蓮花基金會 /臨床佛教宗教師 /靈性照顧  （页面存档备份，存于）
- 安寧基金會 靈性光影
- 靈性與心理健康 （页面存档备份，存于）